# Pays de la Loire
Pays de la Loire (franskt uttal: [pe.i d(ə) la lwaʁ]) är en region i nordvästra Frankrike, vid kusten mot Atlanten. Regionen motsvarar inte någon historisk provins, utan området har tillhört bland annat Bretagne och Anjou. Regionhuvudort är Nantes. Pays de la Loire hade cirka 3,81 miljoner invånare (2019), på en yta av 32 082 km².

## Historia
Eftersom regionen är så ung, har den ingen gemensam historia. Nantes var huvudort i den historiska provinsen Bretagne, varmed Château des Ducs de Bretagne är belägen där, och dess områdes historia sammanfaller med Bretagnes. Staden bildades av gallerna, och romarna kallade den Civitas Namnetum. Anjou har spelat en framträdande roll i historien såsom hertigdöme, liksom Maine. Anjou tillhörde länge England och sedan Neapel, och blev franskt först 1480.

## Geografi
Pays de la Loire är beläget vid Biscayabukten, norr om regionen Nouvelle-Aquitaine, med Centre-Val de Loire i öster, Normandie i norr, och Bretagne i nordväst. Namnet härrör från floden Loire, och betyder "Loireflodens land"; flera av Loires tillflöden samlar sig i huvudfloden i detta område, och den har sin mynning i Nantes. En stor del av Loireflodens områden ligger emellertid utanför denna region. Floden Maine bildas i regionen där floderna Mayenne och Sarthe flyter samman. Vid Atlanten, i Bourgneufbukten, finns ett par öar som tillhör regionen, bland annat Île de Noirmoutier och Île d'Yeu.
Huvudorten Nantes utsågs under 1900-talet av staten till en métropole d'équilibre (balanserande metropol) och regionens gränser valdes för att avgränsa Nantes influensområde snarare än på historisk grund. Nantes med omgivningar tillhörde förr Bretagne och utgjorde 20 % av den provinsen. Hela provinsen Anjou och provinsen Maine ingår i Pays de la Loire. Vidare ingår mindre områden från Poitou, Perche och Touraine.
Viktiga städer är bland annat Angers, Châteaubriant, La Roche-sur-Yon, Laval, Le Mans, Nantes, Rezé och Orvault.
Landskapet utgörs huvudsakligen av lågland och floddalar, men vid Boulogne i söder finns en liten bergskedja. Sydöst om Nantes finns sjön Lac de Grand-Lieu. Det finns flera naturparker i regionen, bland annat Brière och Marais poitevin.

## Administrativ indelning
Regionen delas in i fem departement.
| Nummer | Departement      | Huvudort         |
| ------ | ---------------- | ---------------- |
| 44     | Loire-Atlantique | Nantes           |
| 49     | Maine-et-Loire   | Angers           |
| 53     | Mayenne          | Laval            |
| 72     | Sarthe           | Le Mans          |
| 85     | Vendée           | La Roche-sur-Yon |

## Ekonomi
De många floderna i regionen gör området lämpligt för odling. Vin är en viktig näring; i Anjou tillverkas bland annat rosévin och annan frukt odlas också i stor utsträckning. Loireviner är vanligen lätta, de vita och rosévinerna ofta lätt mousserande.
Nantes är en av Frankrikes viktigaste hamnstäder, med uthamnen Saint-Nazaire, samt är ett industri- och utbildningscentrum.
De många historiska minnesmärkena, bland annat flera renässansslott, tilldrar sig många turister, som utgör en central näring.